# Paradis de Bohême
Le paradis de Bohême est une région de moyenne montagne située dans le nord de la Tchéquie, sur le cours moyen de la Jizera. Particulièrement renommée pour ses « cités de rochers » en grès, c'est le pendant tchèque de la « Suisse saxonne ». Déclarée aire protégée dès 1955, la région a été classée géoparc européen par l'UNESCO en 2005 ; elle fait partie du réseau mondial des Géoparcs depuis 2015.

## Étymologie
Le nom de « Paradis de Bohême » (en tchèque : Český ráj), créé par le poète Karel Havlíček Borovský en 1841, était utilisé au XIXe siècle par des visiteurs qui avaient découvert la beauté des paysages autour de la station thermale de Lázně Sedmihorky (aujourd'hui une partie de Karlovice), où ils séjournaient.

## Lescités de rochers
La région du « Paradis de Bohême » est particulièrement réputée pour ses « cités de rochers », ensembles de formations rocheuses diverses et variées : tours, aiguilles, blocs de grès.
Parmi les plus connues, on peut citer :
- Prachovské skály (rochers de Prachov) est située à environ sept kilomètres de Jičín, à Prachov dans la commune de Holín
- Hruboskalsko (gros rocher) au sud-est de Turnov, dans la commune de Hrubá Skála
- Příhrazské skály, au sud de Turnov, dans la commune de Žďár
- Klokočské skály, à l'est de Turnov, dans la commune de Klokočí
- Betlémské skály, à Rohliny, au nord-est de Turnov, dans la commune de Mírová pod Kozákovem

## Les châteaux
De nombreux châteaux et monuments historiques parsèment également cette région, dont les châteaux de Valdštejn, de Hrubý Rohozec et de Sychrov.